# 데라오 고로
데라오 고로(일본어: 寺尾 五郎, 1921년 7월 14일~1999년 8월 21일)는 일본의 사회 운동가이다.
평화운동, 한중일 우호 운동을 전개해 다른 나라들을 방문했으며, 1961년에 일본조선연구소를 설립해 그 이사로 취임하여 조선민주주의인민공화국 관련 서적을 저술한다. 1958년에 조선민주주의인민공화국 건국 10주년 기념식전에 방북사절단으로서 방문해 조선민주주의인민공화국의 발전을 그린 《38도선의 북》을 저술했다.